# Godland - Nella terra di Dio
Godland - Nella terra di Dio (Volaða land) è un film del 2022 scritto e diretto da Hlynur Pálmason.
È stato scelto per rappresentare l'Islanda nella categoria del miglior film internazionale ai premi Oscar 2024, arrivando fino alla short-list di dicembre 2023 dei 15 film pre-selezionati.

## Trama
Alla fine del XIX secolo, il prete luterano Lucas viene inviato in Islanda, remota propaggine del Regno di Danimarca, per supervisionare la costruzione di una nuova parrocchia. Accompagnato solo da una macchina fotografica e da Ragnar, una guida locale che pur conoscendo il danese si rivolge a Lucas solo in islandese, vedrà la propria fede messa alla prova e sfidata dalle dure condizioni di vita nell'Islanda rurale.

## Produzione
Tecnicamente la pellicola ha un rapporto d'aspetto di 1,33:1, il cosiddetto "quadrotto", con gli angoli arrotondati.

## Distribuzione
Il film è stato presentato in anteprima alla 75ª edizione del Festival di Cannes il 24 maggio 2022. Fuori concorso al quarantesimo Torino Film Festival (25 novembre - 3 dicembre 2022), è stato distribuito nelle sale cinematografiche italiane da Movies Inspired a partire dal 5 gennaio 2023.

## Riconoscimenti
- 2022 - European Film Awards
  - Candidatura per il miglior attore a Elliott Crosset Hove